# 河南沙头机场
河南沙头机场，是舊日廣東廣州的一個機場，原位置在河南公和鄉沙頭地段（今海珠区五凤村以西）。範圍北至莘莊村，南至沙尾村，東至五鳳村、沙頭東約、中約，西至仁濟醫院義山旁，全面積約42萬平方米。
机场于1933年由广州市政府批准兴建。1936年7月分4段招标建设，同年9月停工。1937年4月准备复工，但因日军南侵而再度停建。1947年2月，广州市政府将机场地块拨归园林管理处作苗圃及农事试验厂。